# Heaven Can Wait (canción de Charlotte Gainsbourg)
«Heaven Can Wait» es el primer sencillo de Charlotte Gainsbourg, de su álbum IRM. La canción cuenta con la destacada participación de Beck, quien escribió la canción y produjo IRM, en coros. Fue elegido como el iTunes Pick de la semana el 2 de marzo de 2010.

## Video musical
El video musical de Heaven Can Wait fue dirigido por Keith Schofield. Varias escenas se presentan ya que Charlotte Gainsbourg y Beck cantan: un dinosaurio con una peluca (en una bañera), una rata gigantesca sostenida a punto del cuchillo, un hombre con un traje de Bob Esponja arrestado por la policía, un astronauta con tortitas para un jefe, un hombre que corre un hacha volante y otro hombre con media barba.

### Recepción
El video musical de Heaven Can Wait fue incluido en Top Music Videos of 2009 de Pitchfork Media. La revista Spin colo el video en el puesto #16 de su lista "Top 20 Best Music Videos of 2009".

## Lista de canciones
- UK CD single[4]

1. "Heaven Can Wait" – 2:42
2. "Heaven Can Wait (Chris Taylor de Grizzly Bear Remix)" – 2:15
3. "Heaven Can Wait (Nosaj Thing Remix)	" – 3:17
4. "Heaven Can Wait (Jackson Escalator Remix)" – 7:05

## Premios
| Antville Music Video Awards |                             |         |
| 2009                        | Mejor video musical del año | Ganador |
| 2009                        | Mejor dirección de arte     | Ganador |

## Posicionamiento
| Lista (2009)                     | Posición |
| -------------------------------- | -------- |
| Belgian Tip Chart (Flanders)     | 22       |
| Belgian Singles Chart (Wallonia) | 34       |
| Japan Hot 100 Singles            | 61       |